# Santana (kommun i Brasilien, Bahia, lat -13,09, long -43,85)
Santana är en kommun i Brasilien.   Den ligger i delstaten Bahia, i den östra delen av landet, 500 km nordost om huvudstaden Brasília. Antalet invånare är 24 747.
Omgivningarna runt Santana är huvudsakligen savann. Runt Santana är det mycket glesbefolkat, med 3 invånare per kvadratkilometer.